# Ursula Alexa
Ursula Alexa (* 13. September 1921 in Berlin; † 26. August 1992 ebenda) war eine deutsche Schauspielerin.

## Leben und Wirken
Alexa hatte Bühnenengagements unter anderem an der Tribüne (Theater) (Happy End von Dorothy Lane, Songs: Bert Brecht, Musik: Kurt Weill) und am Kleinen Theater am Südwestkorso.
Eine ihrer ersten Rollen vor der Kamera spielte Alexa in der Verfilmung der historischen Erzählung Die Gänse von Bützow von Wilhelm Raabe. Es waren hauptsächlich Fernsehspiele, in denen sie mitwirkte, darunter Der Beginn oder Bambule (Regie: Eberhard Itzenplitz).
1974 drehte Ursula Alexa in ihrer Heimatstadt für das ZDF das Fernsehspiel Verdunkelung, in dem der berüchtigte Mörder Paul Ogorzow, der um 1940/41 zahlreiche Verbrechen begangen hat, porträtiert wurde. Regie führte Peter Schulze-Rohr. 1988 hatte sie einen Gastauftritt in der Fernsehserie Justitias kleine Fische. Zuletzt war sie neben Rio Reiser in Total vereist (1980/1981) zu sehen.
Darüber hinaus wirkte sie in dem Kriminal-Musical Wonderful Chicago von 1972 des Schriftstellers Heinz Wunderlich, zu dem Charly Niessen die Musik schrieb und das als Schallplatte erschienen ist, mit.

## Filmografie
- 1958: Die unadelige Gräfin
- 1958: Der Prozeß wird vertagt
- 1958: Blaues Blut und zarte Pelle
- 1959: Brücke zwischen Gestern und Morgen (laut Filmportal)
- 1959: Weimarer Pitaval: Der Fall Harry Domela (Fernsehreihe)
- 1960: Die Gänse von Bützow
- 1960: Lass das mal den Vati machen
- 1961: Steinzeitballade
- 1966: Der Beginn
- 1966: Der gute Mensch von Sezuan
- 1967: Kaviar und Linsen
- 1970: Sessel zwischen den Stühlen
- 1970: Bambule
- 1971: Die Verfolgung und Ermordung des Strafgefangenen Ludwig L.
- 1976: Verdunkelung
- 1977: Tagebuch eines Liebenden
- 1981: Total vereist
- 1988: Justitias kleine Fische: Wenn der Hahn kräht[2]
- 1991: Ein Heim für Tiere (laut DRA)